# Luís Carlos da Silva Matos
Luís Carlos da Silva Matos ou simplesmente Silva, (Rio de Janeiro, 14 de agosto de 1958), é um ex-futebolista brasileiro que atuava como atacante.

## Carreira
Iniciou sua carreira futebolística no Botafogo onde teve duas passagens. Após deixar o Time de General Severiano, o atleta teve passagens por América de Natal, ABC e Fortaleza onde conquistou títulos estaduais. Foi o artilheiro do Campeonato Potiguar de 1987 com 14 gols marcados na competição.

## Títulos
América-RN
- Campeonato Potiguar: 1982, 1987

ABC
- Campeonato Potiguar: 1983, 1984

Fortaleza
- Campeonato Cearense: 1985

Seleção Brasileira
- Campeão Jogos Pan-Americanos: 1979[1]